# Peuton
Peuton est une commune française, située dans le département de la Mayenne en région Pays de la Loire, peuplée de 228 habitants.
La commune fait partie de la province historique de l'Anjou (Haut-Anjou).

## Géographie
La commune est située dans le sud-Mayenne.

### Communes limitrophes
| Cosmes | Quelaines-Saint-Gault | Quelaines-Saint-Gault                     |
| Simplé | Peuton                | Quelaines-Saint-Gault, Loigné-sur-Mayenne |
| Simplé | Marigné-Peuton        | Loigné-sur-Mayenne                        |

### Climat
Pour des articles plus généraux, voir Climat des Pays de la Loire et Climat de la Mayenne.
En 2010, le climat de la commune est de type climat océanique altéré, selon une étude du CNRS s'appuyant sur une série de données couvrant la période 1971-2000. En 2020, Météo-France publie une typologie des climats de la France métropolitaine dans laquelle la commune est exposée à un climat océanique et est dans une zone de transition entre les régions climatiques « Bretagne orientale et méridionale, Pays nantais, Vendée » et « Moyenne vallée de la Loire ». 
Pour la période 1971-2000, la température annuelle moyenne est de 11,5 °C, avec une amplitude thermique annuelle de 13,8 °C. Le cumul annuel moyen de précipitations est de 699 mm, avec 11,9 jours de précipitations en janvier et 6,7 jours en juillet. Pour la période 1991-2020, la température moyenne annuelle observée sur la station météorologique de Météo-France la plus proche, sur la commune de Cossé-le-Vivien à 9 km à vol d'oiseau, est de 12,0 °C et le cumul annuel moyen de précipitations est de 796,1 mm,. Pour l'avenir, les paramètres climatiques de la commune estimés pour 2050 selon différents scénarios d'émission de gaz à effet de serre sont consultables sur un site dédié publié par Météo-France en novembre 2022.

## Urbanisme

### Typologie
Au 1er janvier 2024, Peuton est catégorisée commune rurale à habitat très dispersé, selon la nouvelle grille communale de densité à sept niveaux définie par l'Insee en 2022.
Elle est située hors unité urbaine. Par ailleurs la commune fait partie de l'aire d'attraction de Château-Gontier-sur-Mayenne, dont elle est une commune de la couronne,. Cette aire, qui regroupe 19 communes, est catégorisée dans les aires de moins de 50 000 habitants,.

### Occupation des sols
L'occupation des sols de la commune, telle qu'elle ressort de la base de données européenne d’occupation biophysique des sols Corine Land Cover (CLC), est marquée par l'importance des territoires agricoles (93,7 % en 2018), une proportion sensiblement équivalente à celle de 1990 (93,8 %). La répartition détaillée en 2018 est la suivante : 
terres arables (57 %), zones agricoles hétérogènes (36,6 %), forêts (6,3 %), prairies (0,1 %). L'évolution de l’occupation des sols de la commune et de ses infrastructures peut être observée sur les différentes représentations cartographiques du territoire : la carte de Cassini (XVIIIe siècle), la carte d'état-major (1820-1866) et les cartes ou photos aériennes de l'IGN pour la période actuelle (1950 à aujourd'hui).

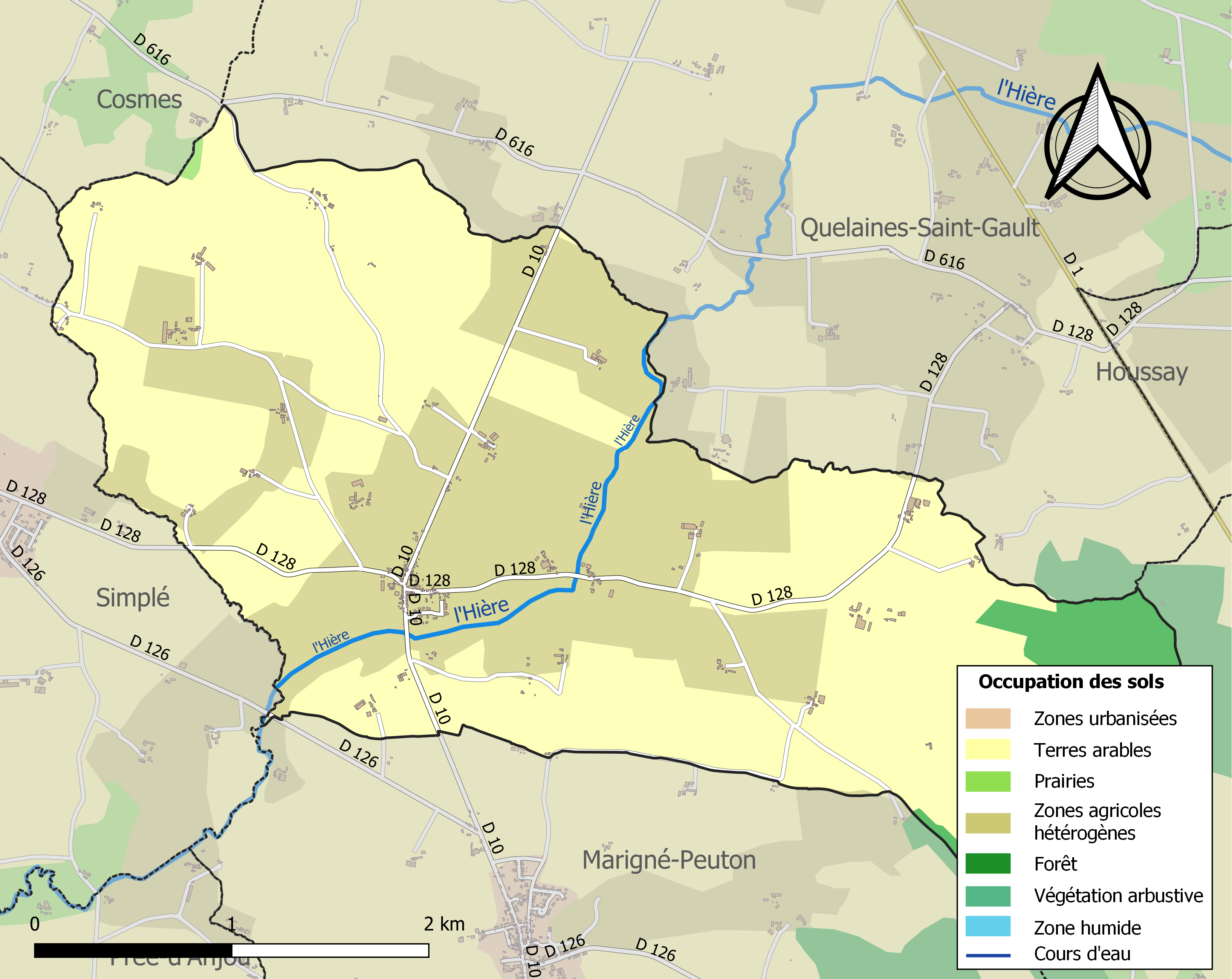
Carte des infrastructures et de l'occupation des sols de la commune en 2018 (CLC).

## Toponymie
Le toponyme est attesté sous les formes Pestum en 1136 et Peston en 1220. Selon Charles Rostaing, il pourrait être issu d'un anthroponyme latin Pesto, dérivé de Pestillus.
Le gentilé est Peutonnais.

## Histoire
Au Moyen Âge puis sous l'Ancien Régime, la commune faisait partie du fief de la baronnie angevine de Craon, dépendait de la sénéchaussée principale d'Angers et du pays d'élection de Château-Gontier.

## Politique et administration
| Période   | Période   | Identité           | Étiquette     | Qualité                         |
| --------- | --------- | ------------------ | ------------- | ------------------------------- |
| 1947      | 1989      | Victor Priou       | RPF puis CNIP | Agriculteur, Député (1951-1958) |
| 1989      | mars 2001 | Guy Guillaumé      |               |                                 |
| mars 2001 | mars 2008 | Victor Guiouillier |               | Retraité                        |
| mars 2008 | mars 2014 | Stéphane Belley    | SE puis PCD   | Agriculteur                     |
| mars 2014 | En cours  | Serge Pointeau     | SE            | Retraité                        |

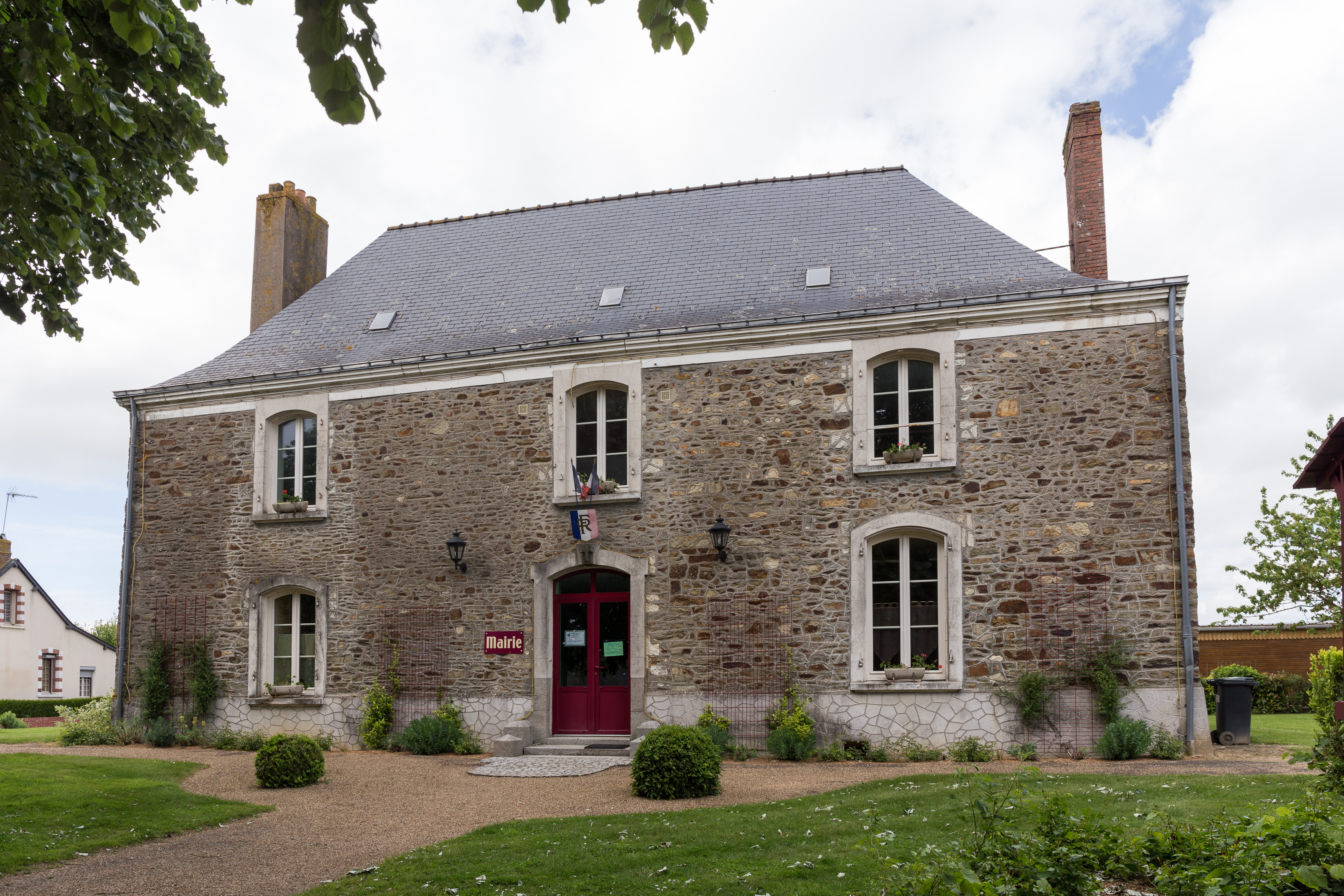
La mairie de Peuton.

Le conseil municipal est composé de onze membres dont le maire et deux adjoints.

## Population et société

### Démographie
L'évolution du nombre d'habitants est connue à travers les recensements de la population effectués dans la commune depuis 1793. Pour les communes de moins de 10 000 habitants, une enquête de recensement portant sur toute la population est réalisée tous les cinq ans, les populations de référence des années intermédiaires étant quant à elles estimées par interpolation ou extrapolation. Pour la commune, le premier recensement exhaustif entrant dans le cadre du nouveau dispositif a été réalisé en 2008.
En 2022, la commune comptait 228 habitants, en stagnation par rapport à 2016 (Mayenne : −0,73 %, France hors Mayotte : +2,11 %).
Peuton a compté jusqu'à 531 habitants en 1846.
| 1793 | 1800 | 1806 | 1821 | 1831 | 1836 | 1841 | 1846 | 1851 |
| ---- | ---- | ---- | ---- | ---- | ---- | ---- | ---- | ---- |
| 418  | 363  | 406  | 483  | 478  | 488  | 467  | 531  | 518  |

| 1856 | 1861 | 1866 | 1872 | 1876 | 1881 | 1886 | 1891 | 1896 |
| ---- | ---- | ---- | ---- | ---- | ---- | ---- | ---- | ---- |
| 531  | 503  | 485  | 426  | 409  | 407  | 378  | 391  | 372  |

| 1901 | 1906 | 1911 | 1921 | 1926 | 1931 | 1936 | 1946 | 1954 |
| ---- | ---- | ---- | ---- | ---- | ---- | ---- | ---- | ---- |
| 378  | 377  | 348  | 316  | 331  | 341  | 316  | 314  | 331  |

| 1962 | 1968 | 1975 | 1982 | 1990 | 1999 | 2006 | 2008 | 2013 |
| ---- | ---- | ---- | ---- | ---- | ---- | ---- | ---- | ---- |
| 261  | 266  | 258  | 229  | 205  | 211  | 224  | 228  | 226  |

| 2018 | 2022 | - | - | - | - | - | - | - |
| ---- | ---- | - | - | - | - | - | - | - |
| 227  | 228  | - | - | - | - | - | - | - |

## Activité, label et manifestations

### Label
La commune est un village fleuri (une fleur) au concours des villes et villages fleuris.

## Lieux et monuments
- Église Saint-Jean-Baptiste des XVIIe et XVIIIe siècles.
- Manoir de la Girouardière, du XVIe siècle, inscrit au titre des Monuments historiques depuis le 14 juin 2002[24].

## Personnalités liées à la commune
- Victor Priou (1908-2000), homme politique, maire de Peuton.